# Mendoza (España)
Mendoza es un concejo del municipio de Vitoria, en la provincia de Álava, País Vasco (España).

## Toponimia
En el año 1025 en la Reja de San Millán, consta como Mendoza.

## Geografía
Se encuentra en el límite occidental de la Llanada Alavesa, a los pies de la Sierra Brava de Badaya, que limita esta llanura por el oeste. Su posición resultaba estratégica en el pasado, ya que permitía el control del valle del Zadorra y de la ruta que comunicaba la Llanada Alavesa con el Valle del Ebro a través de dicho valle. Forma parte de la denominada Zona Rural Noroeste de Vitoria.

## Despoblados
Forma parte del concejo el despoblado de:
- Mendibil.[3]

Forma parte del concejo una fracción de los despoblados de:
- Adanna.[4]
- Arrieta.[5]
- San Mamés.[6]

## Historia
El concejo de Mendoza está íntimamente ligado con el linaje de los Mendoza. Esta familia de hidalgos era natural de la zona de Llodio, donde eran vasallos de la poderosa Casa de Haro.
Una rama secundaria de los Mendoza, cuyo nombre deriva probablemente del euskera mendi hotza, que quiere decir monte frío, se instaló en el estratégico emplazamiento del pueblo de Mendoza, donde construyó una casa-torre conocida como Torre de Mendoza. De esta rama de la familia, que pasó a ser la principal cuando se extinguió la rama de Llodio, surgieron una serie de notables personalidades que se distinguieron al servicio de los reyes castellanos, lo que permitió a la familia establecerse en Castilla, dando origen a uno de los linajes nobles más poderosos e influyentes del país, los duques del Infantado.
Originalmente Mendoza estaba compuesto por dos poblaciones diferentes, denominadas Mendoza y Mendívil, aunque ya en el siglo XIV componían un único lugar; de vez en cuando recibían el nombre de lugar de Mendoza y Mendívil. En el siglo XIV se convirtió en tierra de realengo, aunque nunca se libró del todo de las pretensiones de los señores de Mendoza y duques del Infantado.
A mediados del siglo XVI el concejo obtuvo el título de villazgo. Durante los siglos venideros fueron numerosos los pleitos entre los duques del Infantado y el concejo, debido a las pretensiones señoriales sobre la villa.
El concejo, junto con Estarrona, formaron la Hermandad de Mendoza, integrada a su vez en la Cuadrilla de Mendoza, una de las subdivisiones tradicionales de la provincia de Álava. El concejo era cabeza de la cuadrilla homónima. Su importancia fue bajando con el paso de los siglos. En el siglo XIX la hermandad de Mendoza se transformó en municipio de Mendoza, que integraba a las villas de Mendoza y Estarrona. En 1965 el municipio de Mendoza fue absorbido por el de Vitoria, quedando esta histórica población como concejo rural dentro del municipio vitoriano.

## Geografía humana

### Demografía
| Gráfica de evolución demográfica de Mendoza entre 1842 y 1970 |
| |
| Población de derecho según los censos de población del INE Población de hecho según los censos de población del INEEntre el censo de 1981 y el anterior, este municipio desaparece porque se integra en el municipio 01059 (Vitoria) |

Desde que se iniciase el siglo XXI, el concejo se ha mantenido en torno al centenar de habitantes, fluctuando entre los 97 habitantes que poseía en 2000 y 2001, y los 122 que alcanzó en 2010. Actualmente cuenta con 112 habitantes según el padrón municipal del Ayuntamiento de Vitoria.
| Gráfica de evolución demográfica de Mendoza (Álava) entre 2000 y 2018                                    |
| |
| Población (2000-2017) según los censos de población del INE. Población según el padrón municipal de 2018 |

## Cultura

### Patrimonio material
- Iglesia de San Esteban (Mendoza). Es de origen es medieval, aunque fue reformada en los siglos XVI, XVIII y XIX. Cuenta con un retablo mayor del neoclásico, del último cuarto del s. XVIII.[12]

- Torre de Mendoza. Es un torreón fortificado construido en el siglo XIII. Sirvió como residencia de la Casa de Mendoza y acogió el Museo de Heráldica de Álava.Torre de Mendoza. S. XIII

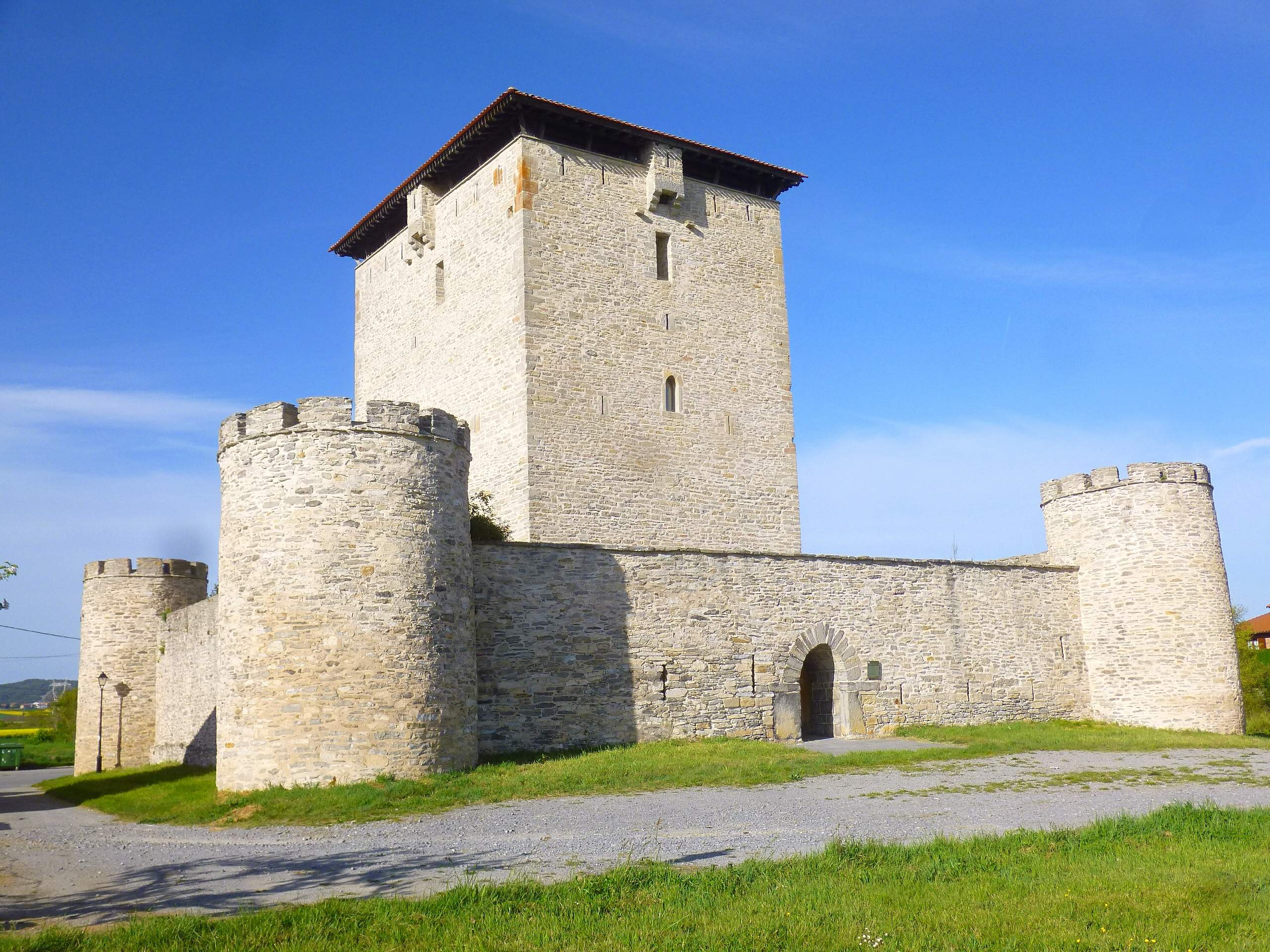
Torre de Mendoza. S. XIII

### Patrimonio inmaterial
- Las fiestas patronales del concejo se celebran el 12 de octubre por El Pilar.

## Personas destacadas
Pedro González de Mendoza (1340-1385): Poeta y militar. Señor de Hita y Buitrago. Mayordomo mayor del rey castellano Juan I. Conocido como el mártir de Aljubarrota por haber salvado la vida al rey cediéndole su caballo para que huyera a costa de su propia vida. Fue uno de los pioneros de la poesía cortesana en la corte castellana, y se conservan cuatro obras suyas en el Cancionero de Baena.